# Interstate 11
Die Interstate 11 (I-11) ist ein Interstate Highway, der derzeit über 36,7 km (22,8 Meilen) auf einer vorwiegend nordwestlich-südöstlichen Ausrichtung im US-Bundesstaat Nevada verläuft und gleichzeitig mit der US Route 93 (US 93) zwischen der Staatsgrenze von Arizona und Henderson verläuft.

## Geschichte
Noch 1997 war die US 93 hauptsächlich eine zweispurige Straße zwischen Wickenburg und dem Hoover Dam und war bekannt für ihre gefährlichen Kurven und Hügel auf der Strecke zwischen Wickenburg und der I-40. In den späten 1990er Jahren begann das Arizona Department of Transportation (ADOT) mit der Verbreiterung für den Ausbau der US 93 auf vier Fahrspuren und in einigen Bereichen mit dem Bau einer völlig neuen Fahrbahn. An anderen Stellen entlang der Strecke hat das ADOT die alte Autobahn neu asphaltiert und zwei neue Fahrspuren parallel dazu gebaut. Das ADOT begann auch mit der Untersuchung der Möglichkeit, die US 93 in der Nähe des Santa Maria River mit Steigungstrennungen zu versehen, um die Straße zu einer vollständigen Autobahn zu machen.
2014 wurde die Strecke in Interstate 11 benannt und die Schilder wurden installiert.

### Zukunft
Der Freeway soll vorläufig von Nogales, Arizona in die Nähe von Reno, Nevada verlaufen und im Allgemeinen den aktuellen Strecken der I-19, I-10, US 93 und US 95 folgen. Die aktuellen Pläne sind, dass man eine Modernisierung von zwei bestehenden Autobahnabschnitten durchführt: die US 93 in Arizona von Wickenburg zur Staatsgrenze von Nevada auf der Mike O’Callaghan-Pat Tillman Memorial Bridge über den Colorado River und der US 95 in Nevada vom nordwestlichen Rand des Las Vegas Valley nach Tonopah. Außerhalb dieser Abschnitte oder durch das Las Vegas Valley muss noch eine genaue Ausrichtung für die I-11 festgelegt werden. Es wurden jedoch eine Reihe von Korridoralternativen zur weiteren Untersuchung ausgeschrieben.
Wie ursprünglich im „Moving Ahead for Progress in the 21st Century Act“ von 2012 vorgeschlagen, würde die I-11 nur von Casa Grande, Arizona, nach Las Vegas verlaufen. Dadurch gäbe es eine Verbindung zwischen Las Vegas und Phoenix. Erweiterungen des Korridors im Norden in Richtung Reno und im Süden in Richtung Nogales wurden jedoch inzwischen durch den Fixing America’s Surface Transportation Act von 2015 genehmigt.
Die vorgeschlagene Nummerierung dieser Autobahn passt derzeit nicht in die üblichen Konventionen des bestehenden Interstate Highway-Rasters, da sie östlich der I-15 liegt und daher eine Nummer größer als 15 haben sollte. Die I-17 wurde jedoch bereits östlicher gebaut, was es unmöglich macht, die Interstate-Nummer dieser Autobahn in das nationale Raster anzupassen und innerhalb der traditionellen Nummerierungskonvention zu bleiben. Der anschließende Plan, die Interstate nördlich von Las Vegas nach Reno zu verlängern, würde, wenn er gebaut wird, diesen Teil der I-11 westlich der I-15 und damit in Einklang mit den nationalen Rasternummerierungskonventionen bringen.